# Sangabanya
Sangabanya är ett vattendrag i Burundi.   Det ligger i provinsen Kayanza, i den centrala delen av landet, 50 kilometer nordost om huvudstaden Bujumbura.
Omgivningarna runt Sangabanya är en mosaik av jordbruksmark och naturlig växtlighet. Runt Sangabanya är det tätbefolkat, med 297 invånare per kvadratkilometer.